# Grupo de Exércitos Yıldırım
O Grupo de Exércitos Yıldırım (em turco: Yıldırım Ordular Grubu ["Grupo de Exércitos Relâmpago"]; em alemão: Heeresgruppe F ["Grupo de Exércitos F"]) foi um dos grupos de exércitos do Exército Otomano formado durante a Primeira Guerra Mundial, a que esteve ligado o destacamento alemão Asien-Korps.
Foi criado em junho de 1917 e o seu primeiro comandante-em-chefe foi o antigo ministro da guerra prussiano e chefe do estado-maior alemão Erich von Falkenhayn. Von Falkenhayn foi substituído pelo general alemão de cavalaria Otto Liman von Sanders em 24 de fevereiro de 1918. Após o Armistício de Mudros, que terminou as hostilidades no teatro de operações do Médio Oriente, o comando foi entregue a Mustafa Kemal até à dissolução da unidade, alguns dias depois, em 7 de novembro de 1918.
O grupo incluía tropas que usaram as últimas táticas de infiltração usadas na Frente Ocidental, que estavam equipadas com equipamento de combate a curta distância, como stahlhelme (capacetes de aço alemães) e granadas de bastão. Eram apoiadas por artilharia e metralhadoras.

## Ordem de batalha em agosto de 1917
Em agosto de 1917, o grupo era comandado por von Falkenhayn e estava estruturado da seguinte forma:
- Sétimo Exército, na Síria (comandante: mirliva [equivalente a major-general] Mustafa Kemal)
  - Corpo III
    - 24.ª Divisão
    - 50.ª Divisão

  - Corpo XV
    - 19.ª Divisão
    - 20.ª Divisão

  - Asien-Korps (alemão)
- Sexto Exército, na Mesopotâmia (comandante: mirliva Halil Kut)
  - Corpo XIII
    - 2.ª Divisão
    - 6.ª Divisão

  - Corpo XVIII
    - 14.ª Divisão
    - 51.ª Divisão
    - 52.ª Divisão

  - 46.ª Divisão
- Outras unidades

| - Corpo XX, em Huj - 16.ª Divisão - 54.ª Divisão - 178.ª Divisão |  | - Corpo XXII, em Gaza - 3.ª Divisão - 7.ª Divisão - 53.ª Divisão |  | - 42.ª Divisão - 48.ª Divisão - 59.ª Divisão |

## Ordem de batalha em janeiro de 1918
| Em janeiro de 1918, o grupo era comandado por von Falkenhayn e estava estruturado da seguinte forma:                                                                                           |  | |
| - Sétimo Exército (comandante: mirliva Fevzi Çakmak) - Corpo III - 1.ª Divisão - 19.ª Divisão - 24.ª Divisão - Corpo XV - 26.ª Divisão - 53.ª Divisão - 3.ª Divisão de Cavalaria - Asien-Korps |  | - Oitavo Exército (comandante: mirliva Cevat Çobanlı) - Corpo XXII - 3.ª Divisão - 7.ª Divisão - 20.ª Divisão - Outras unidades - 16.ª Divisão - 54.ª Divisão - 2.ª Divisão de Cavalaria Caucasiana |

## Ordem de batalha em junho de 1918
| Em junho de 1918, o grupo era comandado por von Sanders e estava estruturado da seguinte forma:                                                                                                |  | |
| - Sétimo Exército (comandante: mirliva Fevzi Çakmak) - Corpo III - 1.ª Divisão - 24.ª Divisão - 3.ª Divisão de Cavalaria - Corpo XV - 26.ª Divisão - 19.ª Divisão - 53.ª Divisão - Asien-Korps |  | - Oitavo Exército (comandante: mirliva Cevat Çobanlı) - Corpo XXII - 3.ª Divisão - 7.ª Divisão - 20.ª Divisão - Outras unidades - 16.ª Divisão - 54.ª Divisão - 2.ª Divisão de Cavalaria Caucasiana |

## Ordem de batalha em setembro de 1918
| Em setembro de 1918, o grupo era comandado por von Sanders e estava estruturado da seguinte forma: |  | |
| - Quarto Exército (Cemal Mersinli) - Corpo II (miralay Galatalı Şevket Bey) - 62.ª Divisão - Divisão Provisória x 3 - Corpo VIII (miralay Yasin al-Hashimi) - 48.ª Divisão - Divisão Provisória de Umman - Grupo Jordano - 24.ª Divisão - 3.ª Divisão de Cavalaria - Sétimo Exército(comandante: Mustafa Kemal) - Corpo III (İsmet İnönü) - 1.ª Divisão - 11.ª Divisão - Corpo XV (Ali Fuat Cebesoy) - 26.ª Divisão - 53.ª Divisão |  | - Oitavo Exército (Cevat Çobanlı) - Corpo XXII (Refet Bele) - 7.ª Divisão - 20.ª Divisão - Corpo da Ala Esquerda (oberst Gustav von Oppen) - 16.ª Divisão - 19.ª Divisão - Asien-Korps - 2.ª Divisão de Cavalaria Caucasiana |